# Committer
Ein Committer (englisch für Einsender) ist eine Person, die eine Änderung von Daten in ein Versionsverwaltungssystem einträgt.

## Committer im Kontext von Git
Das Eintragen einer Änderung wird ebenso wie das Ergebnis bei der verteilten Versionsverwaltung Git als Commit bezeichnet. Ein Committer ist häufig, aber nicht zwangsläufig, identisch mit dem Autor der Änderung. So kann ein Autor Änderungen per E-Mail weitergeben, die der Committer dann einträgt.
Nicht nur Änderungen von Programmcode, sondern beliebige Änderungen von Daten – beispielsweise Hinzufügen, Ändern oder Löschen von beliebigen Dateien – lassen sich „committen“, also vom Committer eintragen. Da aber Git im Kontext von Linux entwickelt wurde und so zunächst insbesondere im Open-Source-Umfeld Verbreitung fand, beschränken sich manche Beschreibungen auf diesen Anwendungsfall. Aber auch die Änderung eines Wikipediaartikels wird beim Abspeichern versioniert, erzeugt also einen Änderungseintrag oder Commit, und der Autor – egal ob anonym oder angemeldet – wird dadurch zum Committer.

## Committer in Open-Source-Projekten
Bei einem Open-Source-Projekt ist ein Committer jemand, der Schreibrechte für die Versionsverwaltung hat.
Nachdem eine beabsichtigte Änderung am Quelltext von der Projektgemeinschaft erfolgreich geprüft worden ist, speichert ein Committer sie im Versionsverwaltungssystem. So können auch Personen ohne Schreibberechtigung, die Contributors, Änderungen beitragen.
Manche Open-Source-Projekte verwenden den Begriff Committer in einer etwas anderen Bedeutung für Menschen, die sich besonders für ein bestimmtes Projekt engagieren und denen daher besondere Rechte eingeräumt wird. Um ein Committer in diesem Sinne zu werden, muss man üblicherweise über längere Zeit signifikante Beiträge zum Projekt geleistet haben, wozu nicht nur Arbeiten am Quelltext, sondern auch Aktivitäten in den Mailinglisten und im Bugtracker zählen.